# 第51ヘリコプター海洋打撃飛行隊 (アメリカ海軍)
第51ヘリコプター海洋打撃飛行隊（だい51ヘリコプターかいようだげきひこうたい、英: Helicopter Maritime Strike Squadron 51、略称：HSM-51）は、アメリカ海軍太平洋艦隊ヘリコプター海洋打撃航空団隷下のヘリコプター部隊。愛称はウォーローズ。1991年10月3日に第51軽ヘリコプター対潜飛行隊（英: Anti-Submarine Squadron Light 51、略称：HSL-51）として編成され、2013年3月7日に第51ヘリコプター海洋打撃飛行隊へ改編された。日本の神奈川県厚木海軍航空施設に所在し、第7艦隊の艦艇に艦載ヘリコプター戦力を提供する。哨戒ヘリコプターとしてMH-60Rを運用する。なお、遠征飛行隊に指定されており、必要に応じて遠征部隊に組み込まれる。

## 歴代運用機
- 哨戒ヘリコプター
  - SH-60B（1991年 - 2013年）
  - SH-60F（2005年 - 2013年）
  - MH-60R（2013年 - ）
- 輸送ヘリコプター
  - UH-3H（1991年 - 2006年）

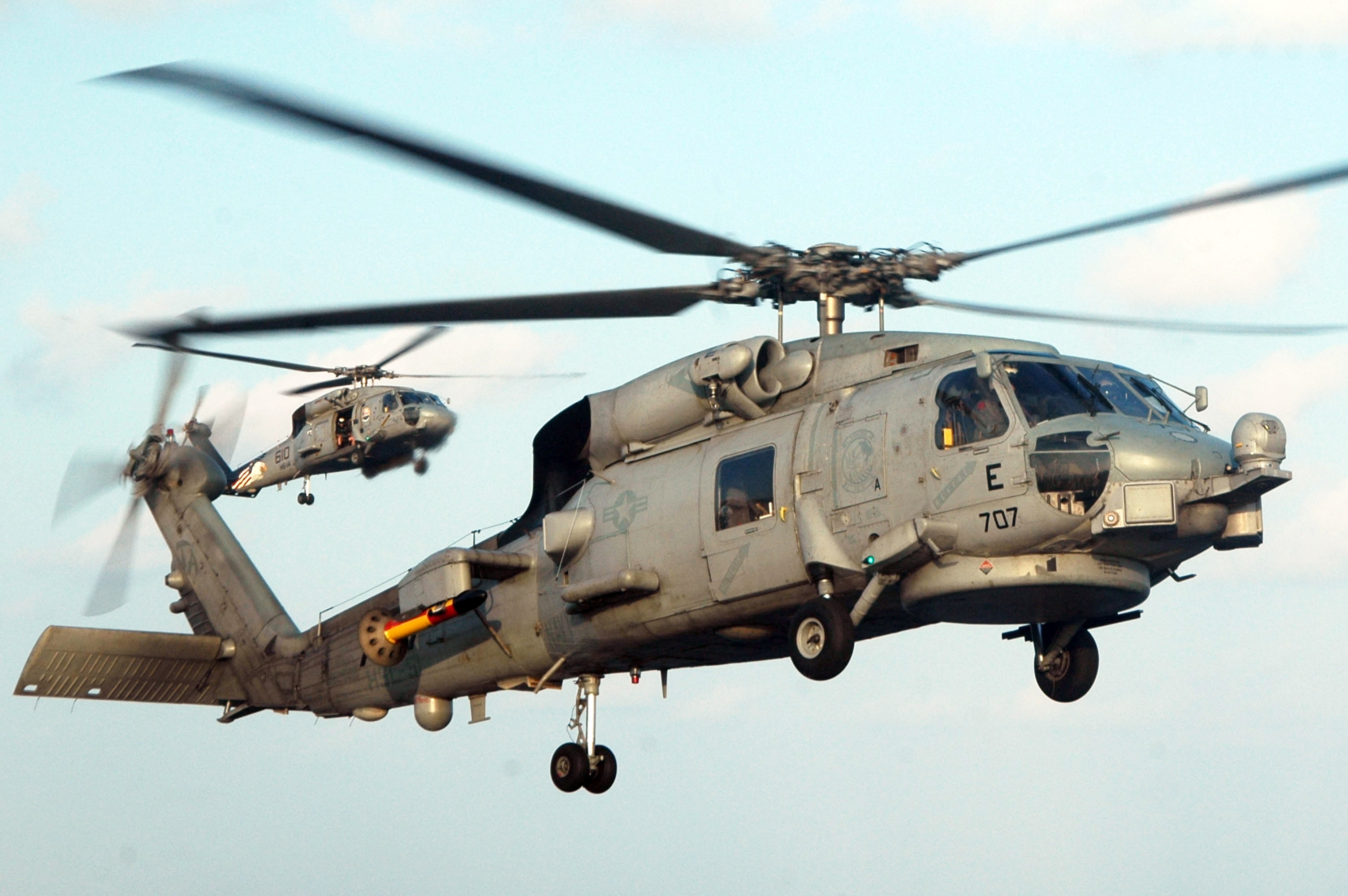
HSL-51時代に運用したSH-60B
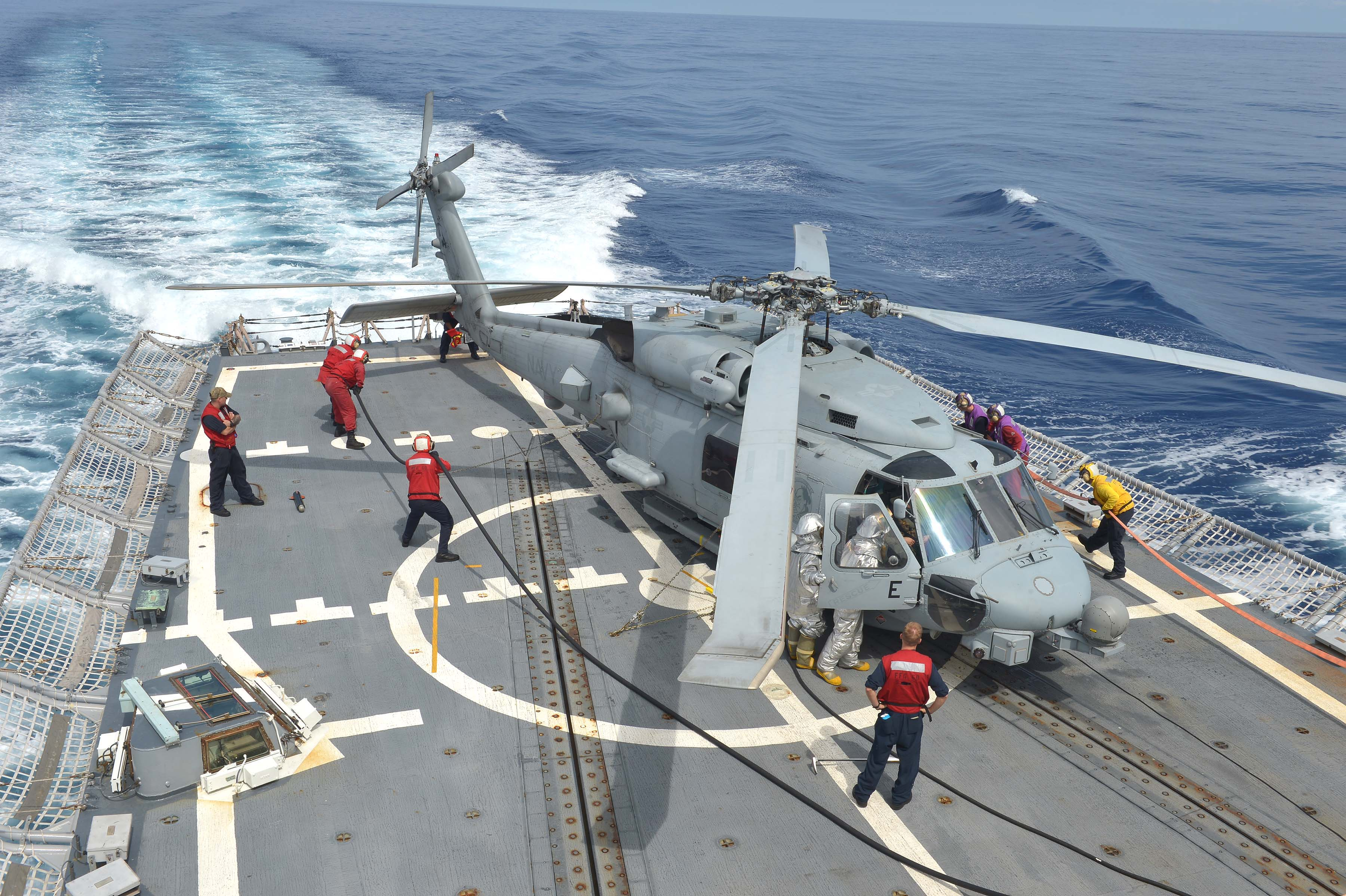
HSM-51が運用するMH-60R